# 哈伊达尔·汗·阿穆奥克
哈伊达尔·汗·阿穆奥克（1880年12月20日—1921年10月15日），阿塞拜疆人，伊朗共产党的创始人之一，曾参加波斯立宪革命。1920年9月，伊朗共产党的冒进受到共产国际的批判，改由他领导党中央，纠正极左路线。